# Protestantyzm
Protestantyzm – jedna z głównych gałęzi chrześcijaństwa, obok katolicyzmu i prawosławia, na którą składają się wspólnoty religijne powstałe na skutek ruchów reformacyjnych wewnątrz Kościoła rzymskokatolickiego rozpoczętych wystąpieniem Marcina Lutra w XVI wieku oraz ruchów przebudzeniowych w łonie macierzystych wyznań protestanckich w kolejnych stuleciach.
Wśród Kościołów protestanckich wyróżnić można kilka wiodących wyznań, z czego główne to: luteranizm, kalwinizm (w tym kalwinizm kontynentalny, prezbiterianizm i kongregacjonalizm), anglikanizm (kościół niski w całości, częściowo kościół szeroki), baptyzm, metodyzm, adwentyzm i pentekostalizm (ruch zielonoświątkowy).
Na świecie żyje obecnie ok. 800 milionów protestantów, co stanowi ok. 40% wszystkich chrześcijan. Stawia to protestantyzm na drugim miejscu po katolicyzmie pod względem liczby wiernych związanych z tym nurtem chrześcijaństwa. Protestantyzm jest najdynamiczniej rozwijającą się gałęzią chrześcijaństwa. Każdego dnia przybywa 57 tysięcy protestantów, w tym 37 tysięcy charyzmatycznych i 20 tysięcy klasycznych.

## Podstawowe założenia doktrynalne
Podstawowe założenia teologii protestanckiej można ująć w pięciu zasadach protestantyzmu, które przyjmowane są we wszystkich Kościołach chrześcijańskich należących do tej gałęzi chrześcijaństwa. Są to:
- sola scriptura – jedynie Pismo Święte stanowi autorytet w sprawach wiary i praktyki chrześcijańskiej;
- solus Christus – jedynie Jezus Chrystus, jako prawdziwy Bóg i prawdziwy człowiek, jest pośrednikiem między obojgiem;
- sola gratia per sola fide – jedynie łaska Boża jest podstawą usprawiedliwienia grzesznika poprzez wiarę i niezależnie od jego uczynków;
- soli Deo gloria – jedynie Bóg jest godzien oddania Jemu czci przez stworzenie.

## Etymologia terminuprotestantyzm
Termin „protestantyzm” pochodzi od protestu złożonego przez ewangelików (luteran) 6 księstw i 14 miast w 1529 roku podczas sejmu Rzeszy w Spirze przeciw uchwale zabraniającej przechodzenia na ewangelicyzm.

## Historia

### Prereformacja (średniowiecze)
Ze względu na dużą zbieżność głównych założeń XVI-wiecznej reformacji z postulatami wcześniejszych ruchów o podobnym charakterze, lecz występujących na mniejszą skalę, mianem protestantyzmu można określić także te przejawy jawnego przeciwstawiania się doktrynom i elementom tradycji Kościoła Rzymskiego na przestrzeni dziejów, które cechowała ta sama myśl teologiczna. Chodzi tu w szczególności o waldensów oraz husytów, których część przyłączyła się do Reformacji, mając identyczne poglądy w kwestiach, postrzeganych jako kluczowe dla protestantów:
- przyjęcie zasady nadrzędności Pisma Świętego nad Tradycją;
- uznanie Jezusa Chrystusa za jedynego pośrednika między Bogiem a ludźmi;
- odrzucenie sukcesji apostolskiej, rozumianej wyłącznie jako sukcesja urzędu;
- przyjęcie zasady powszechnego kapłaństwa wszystkich wierzących;
- zaniechanie jednego lub więcej elementów kultu uznawanych w protestantyzmie za heterodoksyjne np.: kult obrazów, kult relikwii, kult świętych, kult Marii, ideę transsubstancjacji, kult miejsc świętych.

Teologia protestancka zawsze podkreślała główne doktryny biblijne dotyczące boskości Chrystusa, jego narodzenia z Dziewicy, śmierci za grzechy ludzkości, zmartwychwstania w ciele, wniebowstąpienia oraz powtórnego przyjścia. Podkreślano także konieczność łaski Bożej i Ducha Świętego do prowadzenia świętego życia.
Powyższe cechy odróżniały więc protestantów od herezji znanych w pierwszych wiekach chrześcijaństwa, gdyż w zdecydowanej większości przypadków uznawali oni wyznanie wiary Soboru Nicejskiego I z 325 roku. Z tejże racji katarów nie można traktować jako wyznania o charakterze protestanckim, jak to ma miejsce w przypadku waldensów. Z drugiej strony charakterystyczne postulaty protestantów czynią ich nurtem chrześcijaństwa w pełni odrębnym od katolicyzmu, a różnice są znacznie bardziej widoczne, niż ma to miejsce w przypadku prawosławia czy anglikanizmu (mimo iż anglikanizm, zgodnie z zasadami Symboliki, jest powszechnie uznawany za wyznanie protestanckie, należy zaznaczyć, iż w początkach swego istnienia był kościołem narodowym i stał w opozycji do pozostałych nurtów chrześcijaństwa – anglikanie, głównie z powodów politycznych, prześladowali zarówno katolików, jak i protestantów). Istotną rolę w głoszeniu tez, które można uznać za prekursorskie dla protestantyzmu, odegrali Wigilancjusz (IV wiek) i Klaudiusz z Turynu (IX wiek).

#### Piotr Waldo i „ubodzy z Lyonu”
W roku 1173 kupiec lyoński, Piotr Waldo, w czasie wielkiego głodu pod wpływem lektury Ewangelii rozdał część swego majątku ubogim pozostawiając resztę żonie i córkom. Następnie podjął działalność wędrownego kaznodziei, głosząc potrzebę ubóstwa oraz występując przeciwko grzechom pospólstwa i kleru, czym pozyskał licznych naśladowców. Waldo i jego zwolennicy sprzeciwiali się istniejącej hierarchii kościelnej, wyłącznemu prawu duchownych do nauczania w sprawach wiary, kultowi relikwii, świętych i obrazów, a także sprzedawaniu odpustów i przymusowym dziesięcinom na rzecz Kościoła rzymskiego. Byli przeciwni stosowaniu wszelkiej przemocy, w tym prowadzeniu wojen oraz karze śmierci. Za podstawę doktryny uznawali wyłącznie Pismo Święte (przetłumaczone na życzenie Valdèsa na język prowansalski), co razem z ich pozostałymi postulatami czyniło z nich prekursorów Reformacji. Po 1184 Kościół rzymskokatolicki ostro wystąpił przeciwko waldensom, w wyniku czego zostali niemal całkowicie wytępieni przez Inkwizycję. Część z nich powróciła do kościoła rzymskiego, zaś radykalna grupa lombardzka połączyła się później z humiliatami, braćmi czeskimi, husytami czy kalwinistami. Pomimo intensywnych prześladowań gminy waldensów zdołały przetrwać w wysoko położonych rejonach Włoch i Szwajcarii, gdzie istnieją do dziś.

#### Jan Wiklif i lollardowie
John Wycliffe, duchowny i teolog katolicki, kierownik katedry teologii uniwersytetu w Oksfordzie znany jest głównie jako inicjator pierwszego tłumaczenia całej Biblii na język angielski. Wystąpił przeciwko prymatowi papieży, niezbędności kapłanów jako pośredników między człowiekiem a Bogiem umożliwiających osiągnięcie zbawienia, konieczności wyznawania wszystkich grzechów kapłanom, przepychowi i bogactwu kleru, zakonom i przymusowemu celibatowi księży, kultowi relikwii, obrazów i świętych oraz sensowi odbywania pielgrzymek. Zaatakował również jeden z głównych dogmatów Kościoła rzymskiego – naukę o transsubstancjacji, według której chleb i wino zostają przemienione w ubóstwione ciało Jezusa, dzięki czemu spożywający Eucharystię, będącą wcieleniem bóstwa, mogą utrzymywać łączność z Chrystusem, zaś On sam może być obecny w ich życiu.
Część studentów z Oksfordu, wędrując w parach jako kaznodzieje, rozniosła naukę Wiklefa po całej Anglii, gdzie nazwano ich lollardami. Potępieni przez Kościół rzymskokatolicki w 1377 i 1382 byli prześladowani, szczególnie po roku 1400 za czasów Henryka IV, zdziesiątkowani zdołali jednak przetrwać w ukryciu aż do czasów reformacji.

#### Jan Hus i husytyzm
Najważniejszym zjawiskiem przed wystąpieniem Marcina Lutra był czeski husytyzm, który rozwinął się z nauk Jana Husa.

#### Girolamo Savonarola
Savonarola był i pozostaje postacią dosyć kontrowersyjną, gdyż nawet sam Kościół rzymski do dziś nie może się zdecydować, czy określać go mianem świętego czy heretyka. W swych działaniach przypominał postać Jana Kalwina, przez co część protestantów postrzega w nim prekursora reformacji.

### Ruch reformacyjny w XVI wieku

Pokrewieństwo głównych nurtów protestantyzmu

Głównymi cechami wyznań protestanckich są: uznanie Jezusa Chrystusa za jedynego pośrednika między Bogiem a ludźmi (zasada Solus Christus), odrzucenie Tradycji przyjmowanej przez katolicyzm za równorzędną z Pismem Świętym podstawę wiary (zasada Sola Scriptura), przyjęcie, że podstawą zbawienia jest łaska (zasada Sola Gratia), przyjmowana przez wiarę, a nie przez dobre uczynki albo praktyki religijne (zasada Sola Fide). Ponadto protestanci odrzucali odpusty, doktrynę czyśćca, kult maryjny i świętych, celibat księży, władzę papieską i liturgię w języku łacińskim.
Dyskusje wśród teologów protestanckich dotyczyły m.in. znaczenia sakramentu eucharystii (realnego czy symbolicznego), predestynacji bądź udziału woli w zbawieniu (arminianizm czy kalwinizm), charakteru sakramentu chrztu (chrzest wiernych czy chrzest niemowląt), ustroju kościoła (episkopalizm, prezbiterianizm i kongregacjonizm). Spory te doprowadziły do wykrystalizowania się szeregu nurtów i różnorodności w łonie protestantyzmu.
Luteranizm, oparty na nauczaniu Marcina Lutra, objął głównie środkowe, wschodnie i północne Niemcy, Danię, Szwecję, Norwegię i Islandię, również Finlandię, Łotwę i Estonię, a także północne i zachodnie rejony Czech i południowo-wschodnią Austrię. Nauka Jana Kalwina (kalwinizm) opanowała większość obszarów Szwajcarii, Holandii i wschodnie Węgry oraz przyczyniła się do uformowania się doktryn angielskich purytanów, szkockich prezbiterian oraz francuskich hugenotów. Trzecim nurtem reformacji był anabaptyzm, łączący zasadę chrztu świadomych wyznawców z awangardowymi poglądami społecznymi. Dzielił się na dwa zasadnicze nurty: radykalny, walczący o swoje prawa z użyciem przemocy, mający udział w tzw. wojnie chłopskiej w Niemczech i reprezentowany przez komunistyczną wspólnotę w Münster, oraz pacyfistyczny, reprezentowany głównie przez mennonitów, huterytów i amiszów. Ekscesy radykalnych anabaptystów spowodowały ich zniszczenie w Europie, natomiast anabaptyści pacyfistyczni migrowali do krajów tolerujących ich odmienność (np. stanowili część środowiska Olędrów na ziemiach polskich i w Ameryce Północnej).
Kształt reformacji angielskiej nadał król Henryk VIII, który zachował episkopalny ustrój Kościoła i wiele zasad katolickich. Tożsamość anglikańska opiera się w większym stopniu na wspólnej liturgii przy dużej wstrzemięźliwości w rozstrzyganiu problemów teologicznych. Połowiczność reformacji angielskiej i jej odgórny charakter spowodowały, że w Anglii powstawały ciągle nowe społeczności pogłębiające reformację – purytanie, baptyści, metodyści, kwakrzy, darbyści. Władcy Anglii chętnie pozbywali się dysydentów z Kościoła Anglii, ułatwiając ich przesiedlanie się do kolonii amerykańskich, co stało się przyczyną pluralistycznego i (z konieczności) tolerancyjnego charakteru protestantyzmu w USA.
W Niemczech duży wpływ na protestantyzm miały ruch pietystyczny oraz proces zjednoczenia (unii) kalwinów i luteran. Kościoły ewangelicko-unijne są współcześnie istotną formą organizacyjną Kościołów protestanckich. W Europie kluczowym czynnikiem integrującym Kościoły protestanckie jest Konkordia leuenberska.

## Współczesność

Rozmieszczenie protestantyzmu w Europie

W protestantyzmie obok podziału na wyznania dostrzegalne są różne nurty teologiczne i pobożnościowe. Można w nim wyróżnić cztery podstawowe grupy:
- „protestantyzm głównego nurtu” (ang. „mainline Protestantism”) – odznaczający się otwartością na współczesną kulturę, w przeważającej części zaangażowany w dialog ekumeniczny. Wewnątrz tych Kościołów można wyróżnić zarówno nurty konserwatywne, umiarkowane, jak i liberalne. Przykładami mogą być narodowe kościoły luterańskie, np. Kościół Szwecji, Kościół Norwegii czy Kościół Danii, a także amerykański reformowany Zjednoczony Kościół Chrystusa i Amerykańskie Zbory Baptystyczne USA[11],
- konfesjonalizm / paleoortodoksja – nurt trzymający się literalnej interpretacji wyznań i katechizmów z czasów Reformacji, często krytycznie ustosunkowany zarówno do ruchu ekumenicznego (szczególnie dialogu z katolicyzmem), jak i nowoczesnego, „otwartego” ewangelikalizmu. Przykładami mogą być tu Kościoły wyznające ortodoksyjny kalwinizm, Wolny Prezbiteriański Kościół Szkocji[12] i Reformowane Zbory Holandii[13] czy też staroluterański Kościół Synodu Missouri, a także neopurytańskie zbory zrzeszające reformowanych baptystów[14],
- ewangelikalizm, w tym najliczniejsze wśród wspólnot ewangelikalnych ruchy zielonoświątkowy i charyzmatyczny. Ewangelikalizm dzieli się m.in. na konserwatywny chrześcijański fundamentalizm, umiarkowany neoewangelikalizm oraz liberalny postewangelikalizm. Przykładami wspólnot ewangelikalnych są m.in. zielonoświątkowe Zbory Boże, uświęceniowy Kościół Nazarejczyka i bezdenominacyjne Kościoły biblijne południowych stanów USA.
- grupa pogranicza, reprezentowana głównie przez adwentyzm i darbyzm (tzw. braci ekskluzywnych), charakteryzująca się w większym lub mniejszym stopniu ekskluzywizmem zbawczym (zbawienie zastrzeżone dla kręgu adeptów danej wspólnoty); denominacje z tego kręgu niekiedy posiadają silne znamiona ewangelikalne i podlegają ewolucji w stronę przyjęcia zachowań właściwych dla pozostałych grup wewnątrzprotestanckich[15].

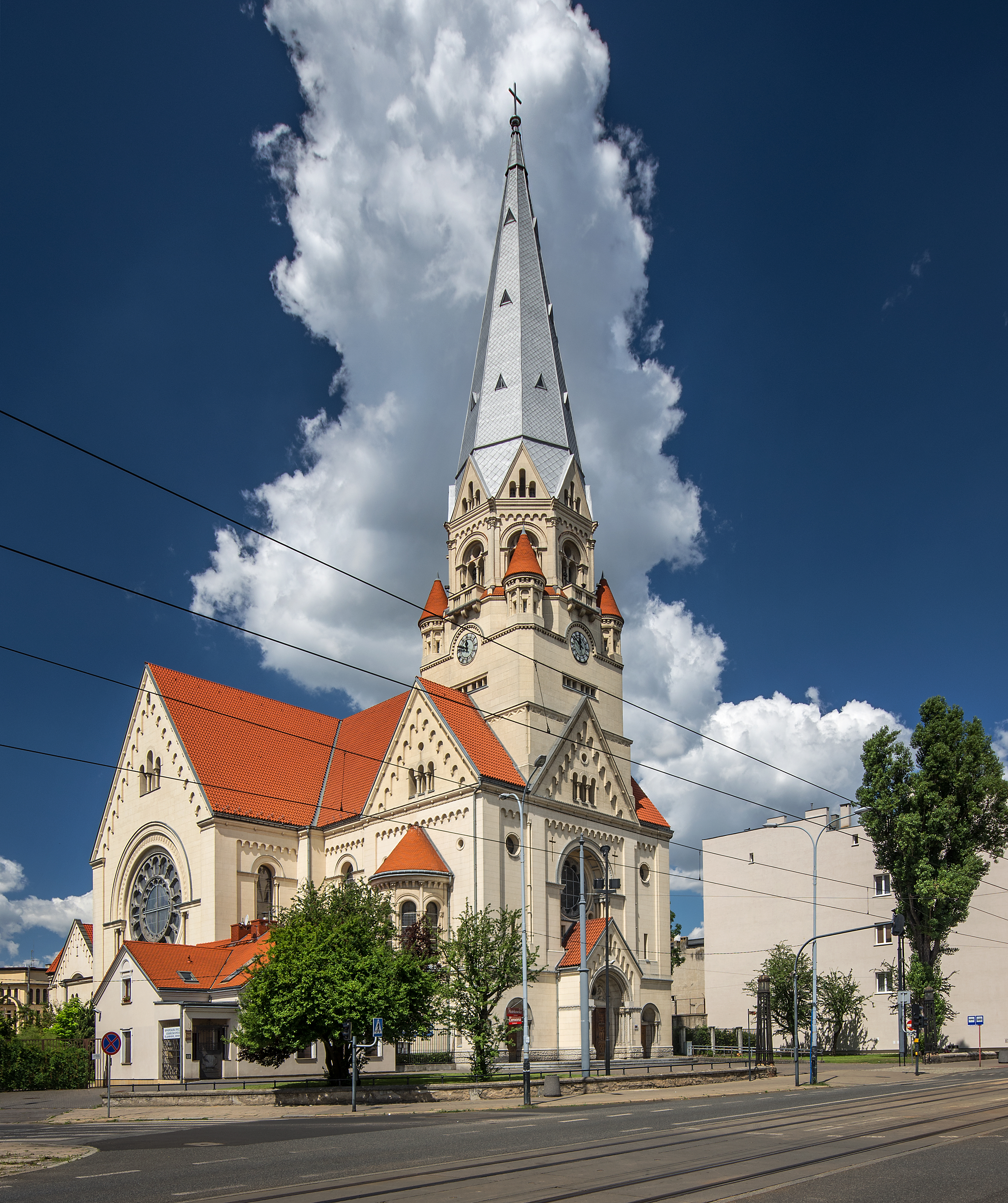
Kościół luterański św. Mateusza w Łodzi

Niektóre wspólnoty ewangelikalne są czasem w krajach o większości ludności katolickiej grupami ekskatolickimi, powstałymi w wyniku odejścia od Kościoła rzymskokatolickiego lokalnej wspólnoty lub jej części (zdarza się to w środowisku Odnowy w Duchu Świętym) – w Polsce miało to miejsce np. w Kaliszu (Centrum Chrześcijańskie „Miecz Ducha”), w Gdyni (Centrum Chrześcijańskie „Nowa Fala”) czy Kielcach (Wspólnota Chrześcijańska „Wieczernik”). Podobne zjawisko miało miejsce w Kościele luterańskim, z którego wydzieliła się grupa określana mianem stanowczych chrześcijan. Grupa ekskatolicka lub eksluterańska może też przyłączyć się do już istniejącego wyznania chrześcijańskiego (czego przykładem była postluterańska społeczność w Ustroniu, która przejściowo stanowiła część Wspólnoty Kościołów Chrystusowych).
Rzeczywistość protestantyzmu dopełnia ogromna liczba społeczności mniej znaczących oraz niezależnych kościołów (zborów) lokalnych. Rozszczepienie protestantyzmu było jednym z najważniejszych powodów powstania ruchu ekumenicznego. Obecnie jednak najważniejszy podział w łonie protestantyzmu przebiega w poprzek wymienionych wyznań i dzieli go na konserwatystów przyjmujących nieomylność Biblii, tradycyjną etykę seksualną i tzw. poglądy „konserwatywne”, oraz liberałów przyjmujących historyczny charakter Biblii i doktryn, ordynowanie na urząd duchownego kobiet. Występują też społeczności umiejscawiające się pomiędzy tymi dwoma biegunami, aczkolwiek zdecydowanie bliżej bieguna nieliberalnego (teologicznie i w sferze moralności są one całkowicie nieliberalne, pozwalając jednak np. na ordynowanie kobiet). Rosnące znaczenie w protestantyzmie mają też ruchy ponadwyznaniowe, takie jak „Promise Keepers” czy kaznodzieje telewizyjni.
Przynależność do protestantyzmu niektórych grup jest przedmiotem kontrowersji – podobnie jak przynależność do chrześcijaństwa. Często odmawia się tej nazwy wyznaniom antytrynitarnym (zaprzeczającym, że Jezus Chrystus jest Bogiem, bądź głoszącym, że jest On jedynym Bogiem w pełni tożsamym z Ojcem i Duchem Świętym w jedno- a nie trójosobowym istnieniu; to drugie podejście jest już raczej bezdyskusyjnie zaliczane do protestantyzmu, choć traktowane jako nieortodoksyjne. Niektóre z tych wyznań powstały w wyniku Reformacji bądź zostały utworzone z wyznań protestanckich – jak bracia polscy, Świadkowie Jehowy (sami również nie zaliczają siebie do protestantów), chrystadelfianie czy unitarianie. Do nurtu protestanckiego nie zalicza się scjentystów, a także mormonów, wyrosłych z opozycji do grup protestanckich. Dyskutowana jest także przynależność do protestantyzmu adwentystów i kwakrów.